# John Crichton-Stuart, 3. Marquess of Bute

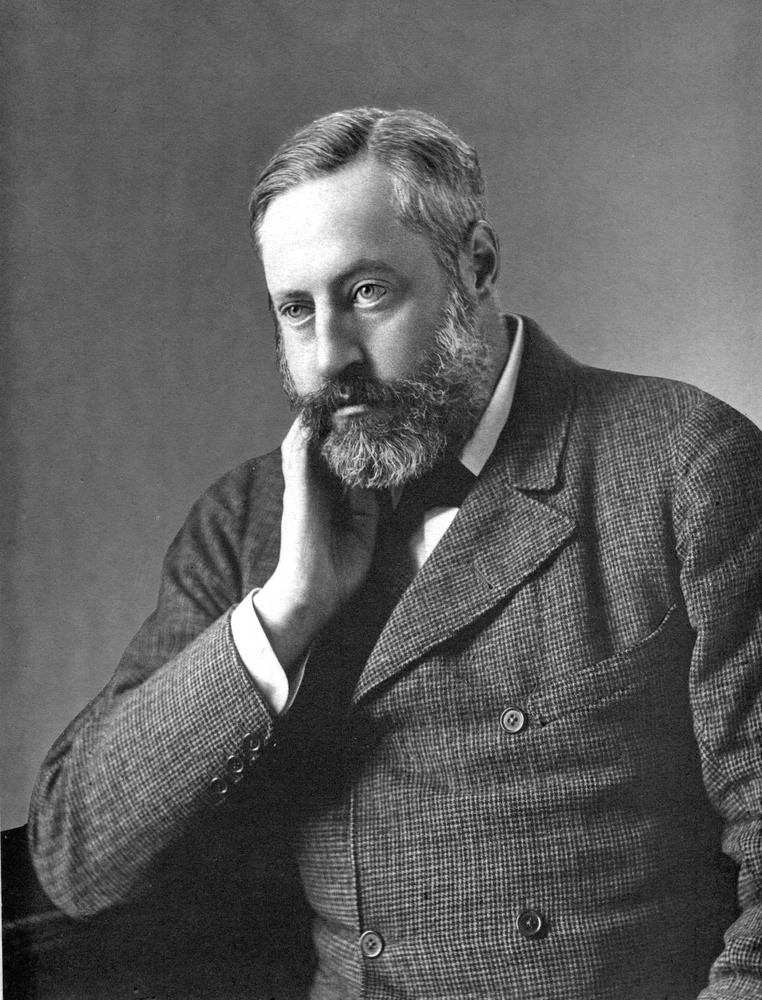
John Crichton-Stuart, 3. Marquess of Bute. Fotografie, um 1890

John Patrick Crichton-Stuart, 3. Marquess of Bute (* 12. September 1847 in Mount Stuart House; † 9. Oktober 1900 in Dumfries House) war ein britischer Adliger und Industrieller. In den 1860er Jahren galt er als reichster Mann der Welt, dazu war er ein exzentrischer Wissenschaftler, Bauherr und Förderer von Wissenschaft und Kultur.

## Familie und Jugend
Er entstammte einer alten Nebenlinie des Hauses Stuart. Er wurde als einziger Sohn von John Crichton-Stuart, 2. Marquess of Bute und dessen zweiten Frau Lady Sophia Frederica Christina, einer Tochter von Francis Rawdon-Hastings, 1. Marquess of Hastings und Flora Mure Campbell, 6. Countess of Loudoun, auf der Isle of Bute in Schottland geboren. Sein Vater starb bereits sechs Monate nach seiner Geburt, womit er 3. Marquess of Bute samt den zugehörigen nachgeordneten Titeln wurde. Als seine Mutter 1859 starb, war er mit 12 Jahren Vollwaise. Er besuchte die Harrow School und ab 1865 das Christ Church College in Oxford.

## Leben
Kurz nach seiner Volljährigkeit konvertierte er am 8. Dezember 1868 von der presbyterianischen zur römisch-katholischen Kirche, was zur damaligen Zeit für einen Mann von seiner Stellung in Großbritannien eine Sensation bedeutete und vermutlich als Vorlage für Benjamin Disraelis Roman Lothair diente. Anschließend übernahm er die Verwaltung seiner ausgedehnten Besitzungen in Schottland und Wales. Er ließ den Bau der von seinem Vater begonnenen Hafenanlagen von Cardiff vollenden, wodurch Cardiff zum größten Exporthafen für Kohle der damaligen Zeit wurde. Durch die Hafenanlagen, seinen Landbesitz und seine weiteren Besitzungen hatte er jährliche Einkünfte in Höhe von 300.000 Pfund und galt damit als reichster Mann der Welt. Auf ausgedehnten Reisen bereiste er unter anderem den Mittleren Osten, besuchte während des ersten vatikanischen Konzils Rom sowie Teneriffa.

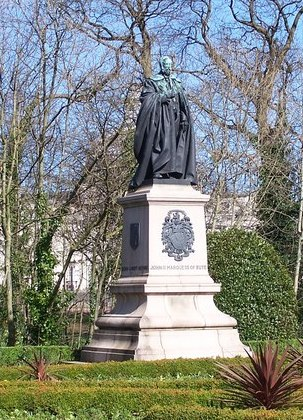
Denkmal für den 3. Marquess of Bute in Cardiff

Er identifizierte sich stark mit der Region um Cardiff, fühlte sich aber auch zeitlebens mit Schottland verbunden. Seine Versuche, an die frühere politische Bedeutung seiner Familie anzuknüpfen, scheiterten jedoch. Durch seine lange Minderjährigkeit war der Einfluss seines Vaters verloren gegangen, so dass er nur  lokale Bedeutung in Cardiff und in seiner schottischen Heimat erlangte. In Cardiff wurde er in den 1890er Jahren zweimal zum Bürgermeister gewählt, ebenso wurde er zweimal gewählter Provost seiner Heimatstadt Rothesay. Entgegen seiner sonst konservativen politischen Einstellung setzte er sich für eine Selbstregierung Schottlands ein. 1875 wurde er Ritter des schottischen Distelordens. Von 1892 bis zu seinem Tod war er Lord Lieutenant von Bute.
Im August 1899 erlitt er einen leichten Schlaganfall, dem am 8. Oktober 1900 ein zweiter folgte, an dem er am folgenden Tag starb. Er wurde in der Kapelle von Mount Stuart beigesetzt, sein Herz wurde seinem Wunsch gemäß auf dem Ölberg in Jerusalem begraben.

## Wissenschaftliche Tätigkeiten
Bereits früh interessierte er sich für Geschichte, vor allem für alte Institutionen sowie die Geschichte des Christentums, des Judentums, des Islams und des Buddhismus. Dazu befasste sich intensiv mit der schottischen Geschichte und wurde ein großzügiger Unterstützer der Universitäten von St Andrews und Glasgow. In St Andrews stiftete er einen Lehrstuhl für Anatomie, einen Lehrsaal für Medizin und ein Gebäude für eine Studentenverbindung. Von 1892 bis 1898 war er gewählter Rektor der Universität von St Andrews. In Glasgow ermöglichte er die Vollendung der Bute Hall, die heute noch als Festsaal für die Universität dient. 1890 wurde er Präsident des University College of South Wales in Cardiff.
Er befasste sich mit den Sprachen der Länder, die er bereiste, und soll insgesamt 21 Sprachen beherrscht haben.
1882 veröffentlichte er eine Übersetzung eines koptischen Morgengebetbuchs und 1891 eine Studie über die Sprache der Guanchen, den Ureinwohnern von Teneriffa. Sein größtes Buchprojekt war 1879 die Veröffentlichung einer zweibändigen englischen Übersetzung eines mittelalterlichen Breviers. Er beschäftigte sich zeitlebens mit der katholischen Liturgie, vor allem mit einem Proprium für die katholische Kirche in Schottland sowie mit Kirchenarchitektur. Daneben unterstützte er die Veröffentlichung von Büchern zur Kirchengeschichte. In der Zeitschrift Scottish Review, die er 1882 erworben hatte, veröffentlichte er zahlreiche Artikel, die ein breites Spektrum an Themen wie keltische Hymnen, die Bayreuther Festspiele oder Übersetzungen von Turgenew umfassten. 1892 war er Präsident des Eisteddfods von Rhyl.
In den 1890er Jahren wandte sich Bute spirituellen Themen und der Untersuchung von übernatürlichen Phänomenen zu. Er unterstützte die Hellseherin Ada Goodrich Freer, mit der er 1899 ein Buch über den angeblichen Spuk von Ballechin House in Perthshire veröffentlichte.

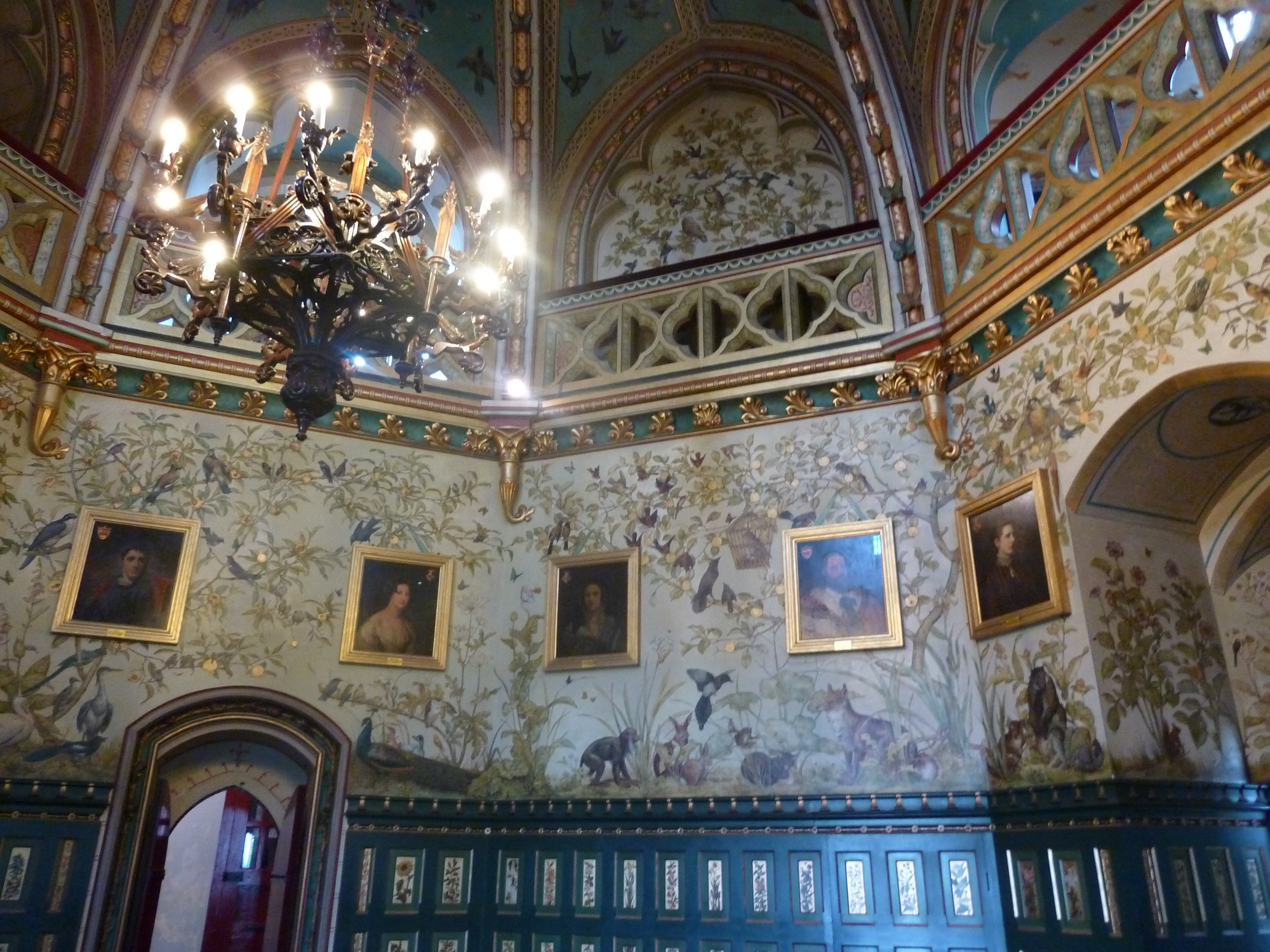
Der Drawing Room von Castell Coch bei Cardiff

## Tätigkeit als Bauherr
Bekannt wurde er als Bauherr der Burgen Cardiff Castle und Castell Coch, die als Meisterwerke der Neugotik gelten. In langjähriger, intensiver Zusammenarbeit mit dem Architekten William Burges ließ er die beiden Burgen als Märchenschlösser mit reich gestalteter und farbenprächtiger Innenausstattung errichten. Bei der Innenausstattung gab Bute die Themen vor, nach denen die Räume dekoriert wurden. Neben den beiden walisischen Burgen ließ er in Schottland sein 1877 niedergebranntes Geburtshaus Mount Stuart nach Plänen von Robert Rowand Anderson im Stil der italienischen Gotik neu errichten. Neben diesen prächtigen Neubauten förderte er jedoch auch Ausgrabungen und Restaurierungen. Er ließ die von seinem Vater begonnene Restaurierung von Rothesay Castle fortführen und begann mit der Restaurierung des Falkland Palace, von Caerphilly Castle und von Wester Kames Castle. Daneben stiftete er mehrere neue katholische Kirchen, darunter in Galston und Troon in Schottland. Insgesamt soll er etwa 60 Bauprojekte finanziert haben.

## Ehe und Nachkommen
Am 16. April 1872 heiratete er Gwendolen Mary Anne Fitzalan-Howard, die älteste Tochter von Edward Fitzalan-Howard, 1. Baron Howard of Glossop. Seine Frau stammte aus der alten katholischen Familie Howard und bestärkte ihn in seinem katholischen Glauben. Mit ihr hatte er eine Tochter und drei Söhne:
1. Lady Margaret Crichton-Stuart (1875–1954) ⚭ Sir Colin MacRae, of Feoirlinn;
2. John Crichton-Stuart, 4. Marquess of Bute (1881–1947) ⚭ Augusta Bellingham;
3. Lord Ninian Edward Crichton-Stuart (1883–1915) ⚭ Ismay Preston, Tochter des Jenico Preston, 14. Viscount Gormanston;
4. Lord Colum Edmund Crichton-Stuart (1886–1957) ⚭ Elizabeth Hope.

Sein ältester Sohn John erbte 1900 seine Adelstitel als 4. Marquess of Bute.

## Werke (Auswahl)
- The Roman breviary. Reformed by order of the Holy oecumenical council of Trent. Blackwood, Edinburgh 1879.
- The Coptic morning service for the Lord's day. Masters, London 1882.
- Parliament in Scotland. Scottish Home Rule Association, Edinburgh 1892.
- On the ancient language of the natives of Tenerife. Masters, London 1891.
- The early days of Sir William Wallace. Gardner, Paisley 1876.